# Чертов Палец (скала, Сокол)
Чертов палец, Шайтан-таш — высокий остроконечный утес-останец из мраморизированного известняка. Высота от основания 17 м. У восточного обрыва горы Сокол, над балкой Шайтан-Дере и полотном дороги Судак — Новый Свет в Крыму. Этимология с тюркского Шайтан-таш — чертов камень. Мимо скалы проходит тропа восточного пешеходного маршрута на вершину Сокола. Тропа крутая, обрывистая и безопасна только в сухую погоду.
На тропе и около скалы с туристами многократно происходили несчастные случаи со смертельным исходом.